# 13579 Allodd
13579 Allodd eller 1993 NA2 är en asteroid i huvudbältet som upptäcktes den 12 juli 1993 av den belgiske astronomen Eric W. Elst vid La Silla-observatoriet. Asteroidens nummer består av endast uddasiffror, eller Allodd.
Asteroiden har en diameter på ungefär 5 kilometer.